# Pandalopsis japonica
Pandalopsis japonica är en kräftdjursart som beskrevs av Heinrich Balss 1914. Pandalopsis japonica ingår i släktet Pandalopsis och familjen Pandalidae. Inga underarter finns listade i Catalogue of Life.